# Australische Faustballnationalmannschaft der Frauen
Die australische Faustballnationalmannschaft der Frauen ist die von den australischen Nationaltrainern getroffene Auswahl australischer Faustballspielerinnen. Sie repräsentieren die Fistball Federation of Australia (FFA) auf internationaler Ebene bei Veranstaltungen der International Fistball Association.

## Internationale Erfolge
2016 nahm die australische Frauennationalmannschaft zum ersten Mal an einer Weltmeisterschaft teil.

### Weltmeisterschaften
- 2016 in  Brasilien: 7. Platz (von 7)
- 2018 in  Österreich: nicht teilgenommen[1]
- 2021 in  Österreich: nicht teilgenommen
- 2024 in  Argentinien: 10. Platz (von 11)

### Asien-Pazifikmeisterschaften
- 2018 in  Australien: 2. Platz (von 2)
- 2022 in  Australien: 2. Platz (von 2)[2]

## Aktueller Kader
Kader bei der Faustball-WM 2024 in Argentinien:
| Nr.            | Name            | Verein          | LS      |         |         |         |         |
| Angriff        | Angriff         | Angriff         | Angriff | Angriff | Angriff | Angriff | Angriff |
| -------------- | --------------- | --------------- | ------- | ------- | ------- | ------- | ------- |
| 7              | Brooke McKay    | Victoria        | 22      |         |         |         |         |
| 8              | Tahnee Ashworth | Victoria        | 18      |         |         |         |         |
| 9              | Carley McKay    | Victoria        | 15      |         |         |         |         |
| Abwehr/Zuspiel |                 |                 |         |         |         |         |         |
| 2              | Shannon Pietsch | Victoria        | 6       |         |         |         |         |
| 6              | Clare Woodhouse | Victoria        | 19      |         |         |         |         |
| 11             | Jana Reichmuth  | Victoria        | 11      |         |         |         |         |
| 22             | Dhara Modhwadia | New South Wales | 11      |         |         |         |         |

### Trainer
| Name             | Funktion   |
| ---------------- | ---------- |
| Emlyn Evans      | Trainer    |
| Jessica Altmayer | Co-Trainer |

## Statistiken
Die australische Faustballnationalmannschaft der Frauen hat internationale Spiele gegen insgesamt elf Länder bestritten.
| Gegner      | Spiele | + | -  |
| ----------- | ------ | - | -- |
| Argentinien | 3      | 0 | 3  |
| Österreich  | 2      | 0 | 2  |
| Brasilien   | 1      | 0 | 1  |
| Chile       | 2      | 0 | 2  |
| Kolumbien   | 1      | 1 | 0  |
| Deutschland | 1      | 0 | 1  |
| Namibia     | 1      | 0 | 1  |
| Neuseeland  | 17     | 0 | 17 |
| Samoa       | 2      | 2 | 0  |
| Schweiz     | 1      | 0 | 1  |
| USA         | 1      | 0 | 1  |

## Länderspiele
Aufgelistet sind alle Spiele, die die Faustballnationalmannschaft Australiens bei Weltmeisterschaften oder Asien-Pazifikmeisterschaften bestritt.
| Datum         | Ergebnis | Gegner             | Austragungsort | Anlass                                    | Bemerkungen       |
| ------------- | -------- | ------------------ | -------------- | ----------------------------------------- | ----------------- |
| 26. Okt. 2016 | 0:2      | Österreich         | Curitiba       | Faustball-Weltmeisterschaft 2016          |                   |
| 26. Okt. 2016 | 0:2      | Schweiz            | Curitiba       | Faustball-Weltmeisterschaft 2016          |                   |
| 26. Okt. 2016 | 0:2      | Deutschland        | Curitiba       | Faustball-Weltmeisterschaft 2016          |                   |
| 27. Okt. 2016 | 0:2      | Argentinien        | Curitiba       | Faustball-Weltmeisterschaft 2016          |                   |
| 27. Okt. 2016 | 0:2      | Brasilien          | Curitiba       | Faustball-Weltmeisterschaft 2016          |                   |
| 27. Okt. 2016 | 0:2      | Chile              | Curitiba       | Faustball-Weltmeisterschaft 2016          |                   |
| 28. Okt. 2016 | 0:2      | Argentinien        | Curitiba       | Faustball-Weltmeisterschaft 2016          | Plätze 5–7        |
| 28. Okt. 2016 | 0:2      | Österreich         | Curitiba       | Faustball-Weltmeisterschaft 2016          | Plätze 5–7        |
| 22. Nov. 2018 | 0:3      | Neuseeland         | Melbourne      | Faustball-Pazifik-Asienmeisterschaft 2018 |                   |
| 23. Nov. 2018 | 0:3      | Neuseeland         | Melbourne      | Faustball-Pazifik-Asienmeisterschaft 2018 |                   |
| 24. Nov. 2018 | 0:4      | Neuseeland         | Melbourne      | Faustball-Pazifik-Asienmeisterschaft 2018 | Finale            |
| 22. Okt. 2022 | 2:0      | Australien Gold    | Geelong        | Faustball-Pazifik-Asienmeisterschaft 2022 |                   |
| 22. Okt. 2022 | 0:2      | Neuseeland         | Geelong        | Faustball-Pazifik-Asienmeisterschaft 2022 |                   |
| 22. Okt. 2022 | 2:1      | Australien Gold    | Geelong        | Faustball-Pazifik-Asienmeisterschaft 2022 |                   |
| 23. Okt. 2022 | 0:3      | Neuseeland         | Geelong        | Faustball-Pazifik-Asienmeisterschaft 2022 |                   |
| 23. Okt. 2022 | 0:3      | Neuseeland         | Geelong        | Faustball-Pazifik-Asienmeisterschaft 2022 | Finale            |
| 7. Nov. 2024  | 0:3      | Neuseeland         | Monte Carlo    | Faustball-Weltmeisterschaft 2024          |                   |
| 7. Nov. 2024  | 0:3      | Chile              | Monte Carlo    | Faustball-Weltmeisterschaft 2024          |                   |
| 8. Nov. 2024  | 0:3      | Argentinien        | Monte Carlo    | Faustball-Weltmeisterschaft 2024          |                   |
| 8. Nov. 2024  | 0:3      | Namibia            | Monte Carlo    | Faustball-Weltmeisterschaft 2024          |                   |
| 10. Nov. 2024 | 0:3      | Vereinigte Staaten | Monte Carlo    | Faustball-Weltmeisterschaft 2024          |                   |
| 10. Nov. 2024 | 3:2      | Kolumbien          | Monte Carlo    | Faustball-Weltmeisterschaft 2024          | Spiel um Platz 10 |